# La Libertad, Nicaragua
La Libertad är en kommun (municipio) i Nicaragua med 13 569 invånare (2012). Den ligger i den bergiga centrala delen av landet i departementet Chontales. La Libertad är en jordbruksbygd med omfattande boskapsskötsel. Kommunen har också en betydande gruvindustri.

## Geografi
La Libertad gränsar till kommunerna Camoapa i norr, El Ayote och Santo Domingo i öster, San Pedro de Lóvago i söder samt till Juigalpa och San Francisco de Cuapa i väster. Kommunens enda tätort är centralorten La Libertad med 4 887 invånare (2005).

## Historia
Kommunen grundades som en pueblo år 1855. La Libertad blev upphöjd till rangen av villa år 1886 och till ciudad år 1895.

## Kända personer
- Berthold Carl Seemann (1825-1872), botaniker, guldgruvsdirektör
- Miguel Obando y Bravo (1926–2018), ärkebiskop av Managua, kardinal[8]
- Rigoberto Cruz (1930-1967), revolutionär, en av grundarna av Sandinisterna[9]
- Salvador Dubois (1935-2015), fotbollsspelare, målvakt[10]
- Carlos Garzón Bellanger (1943-2007), guldsmed och juvelerare, guldets poet[11][12]
- Daniel Ortega (1945-), Nicaraguas president
- Omar Halleslevens (1949-), Nicaraguas vice president 2012-2017[13]